# 横田城 (陸奥国)
横田城（よこたじょう）は、岩手県遠野市にあった日本の城。別称護摩堂城。城跡は市認定「遠野遺産」に認定されている。

## 概要
陸奥国閉伊郡遠野保にあった鎌倉時代から戦国時代の城郭で、阿曽沼氏の居城。護摩堂山にあり、両側を沢で囲まれた扇状地で猿ヶ石川に面した緩斜面地となっており、300メートル×200メートルの台地に幅の広い空濠が残っている。城下には家臣屋敷が配されて、一日市などがあった。

## 歴史・沿革
文治5年（1189年）あるいは建保年間（1213 - 19年）には阿曽沼広綱の次男親綱が護摩堂山に創建したと伝えられている。築城年代は不明である。
全面を流れている猿ヶ石川がたびたび洪水を起こし、対岸に居住する諸士の往来の被害を避けるため鍋倉山に新城を築いて移り、天正年間（1573年-1593年）に放棄されるまでの数百年、遠野地区の政治的中心であった。
護摩堂城が鍋倉山に移ったさい、鍋倉城、あるいは旧居城の名前を受けて横田城とも呼ばれた。

## 参考資料
- 児玉幸多、坪井清足『日本城郭大系 第2巻 青森・岩手・秋田』新人物往来社、1980年7月15日。
- 「角川日本地名大辞典」編纂委員会『角川日本地名大辞典 3 岩手県』角川書店、1985年3月8日。ISBN 4-04-001030-2。
- 遠野市 2010『遠野遺産公式ガイドブック』p.5